# Kento Sugiyama
Kento Sugiyama (japanska: 杉山 賢人?, Sugiyama Kento), född den 12 december 1968 i Numazu i Shizuoka, är en japansk före detta basebollspelare som tog brons för Japan vid olympiska sommarspelen 1992 i Barcelona. Han var pitcher och deltog i två matcher, där han var 1-0 (en vinst och inga förluster) med en earned run average (ERA) på 1,42 och elva strikeouts.
Efter OS blev Sugiyama proffs i Nippon Professional Baseball (NPB), där han spelade 1993–2001. Där var han totalt 17-13 med en ERA på 3,91 och 295 strikeouts på 333 matcher.